# Sergej Grigorjevič Dolgorukov
Sergej Grigorjevič Dolgorukov (rusky: Сергей Григорьевич Долгоруков, polsky Siergiej Grigorijewicz Dołgorukow, † 19. listopadu 1739 ve Velikém Novgorodě) byl ruský šlechtic a diplomat, sloužil jako ruský vyslanec v první polské republice v letech 1721–1724 a 1728–1729.

## Život
Narodil se jako syn Grigorije Fjodoroviče z rodu Dolkorukovů a jeho manželky Maria Ivanovna Golicynové.
Neúspěšně se pokusil získat uznání titulu od cara Petra I. Na Sejmu v roce 1722 obhajoval práva pravoslavných a luteránů v Polsko-litevské unii a v témže roce obdržel od polské zemské vlády obvyklý dar 4000 tolarů.
V roce 1723 ve Vratislavi uspořádal tajnou konferenci s knížetem Konstantinem Vladislavem Sobieským, na které vyjádřil ochotu Ruska podpořit jeho kandidaturu na polský trůn.
V roce 1730, po odhalení spiknutí v Nejvyšší tajné radě, byl zbaven funkce, vyhoštěn na Solovecké ostrovy a v roce 1739 sťat, stejně jako jeho příbuzný Vasilij Lukič Dolgorukov.